# Challenger de Prostějov 2015
El torneo UniCredit Czech Open 2015 es un torneo profesional de tenis. Pertenece al ATP Challenger Series 2015. Se disputó su 22.ª edición sobre superficie tierra batida, en Prostějov, República Checa, entre el 1 y el 7 de junio de 2015.

## Jugadores participantes del cuadro de individuales
| Favorito | País                       | Jugador             | Rank1 | Posición en el torneo |
| -------- | -------------------------- | ------------------- | ----- | --------------------- |
| 1        | Bandera de Eslovaquia      | Martin Kližan       | 36    | Segunda ronda         |
| 2        | Bandera de República Checa | Jiří Veselý         | 41    | CAMPEÓN               |
| 3        | Bandera de España          | Marcel Granollers   | 57    | Cuartos de final      |
| 4        | Bandera de España          | Pablo Carreño Busta | 61    | Primera ronda         |
| 5        | Bandera de Colombia        | Santiago Giraldo    | 64    | Segunda ronda         |
| 6        | Bandera de Serbia          | Dušan Lajović       | 67    | Cuartos de final      |
| 7        | Bandera de Brasil          | João Souza          | 78    | Semifinales           |
| 8        | Bandera de Eslovenia       | Blaž Kavčič         | 79    | Primera ronda         |

- 1 Se ha tomado en cuenta el ranking del 25 de mayo de 2015.

### Otros participantes
Los siguientes jugadores recibieron una invitación (wild card), por lo tanto ingresan directamente al cuadro principal (WC):
- Santiago Giraldo
- Marcel Granollers
- Martin Kližan
- Jiří Veselý

Los siguientes jugadores ingresan al cuadro principal tras disputar el cuadro clasificatorio (Q):
- Uladzimir Ignatik
- Henri Laaksonen
- Nikola Mektić
- Axel Michon

## Campeones

### Individual Masculino
- Jiří Veselý derrotó en la final a  Laslo Djere, 6–4, 6–2

### Dobles Masculino
- Julian Knowle /  Philipp Oswald derrotaron en la final a  Mateusz Kowalczyk /  Igor Zelenay, 4–6, 6–3, [11–9]